# Герб Миропілля
Герб Миропі́лля затверджений 21 вересня (2 жовтня) 1781 року.

## Опис
У горішній частині перетятого щита герб Харківський; в долішній — в срібному полі частина засіяного житом поля і дві масляні галузки навхрест, що означають назву цього міста (герб є промовистим).

## Посилання

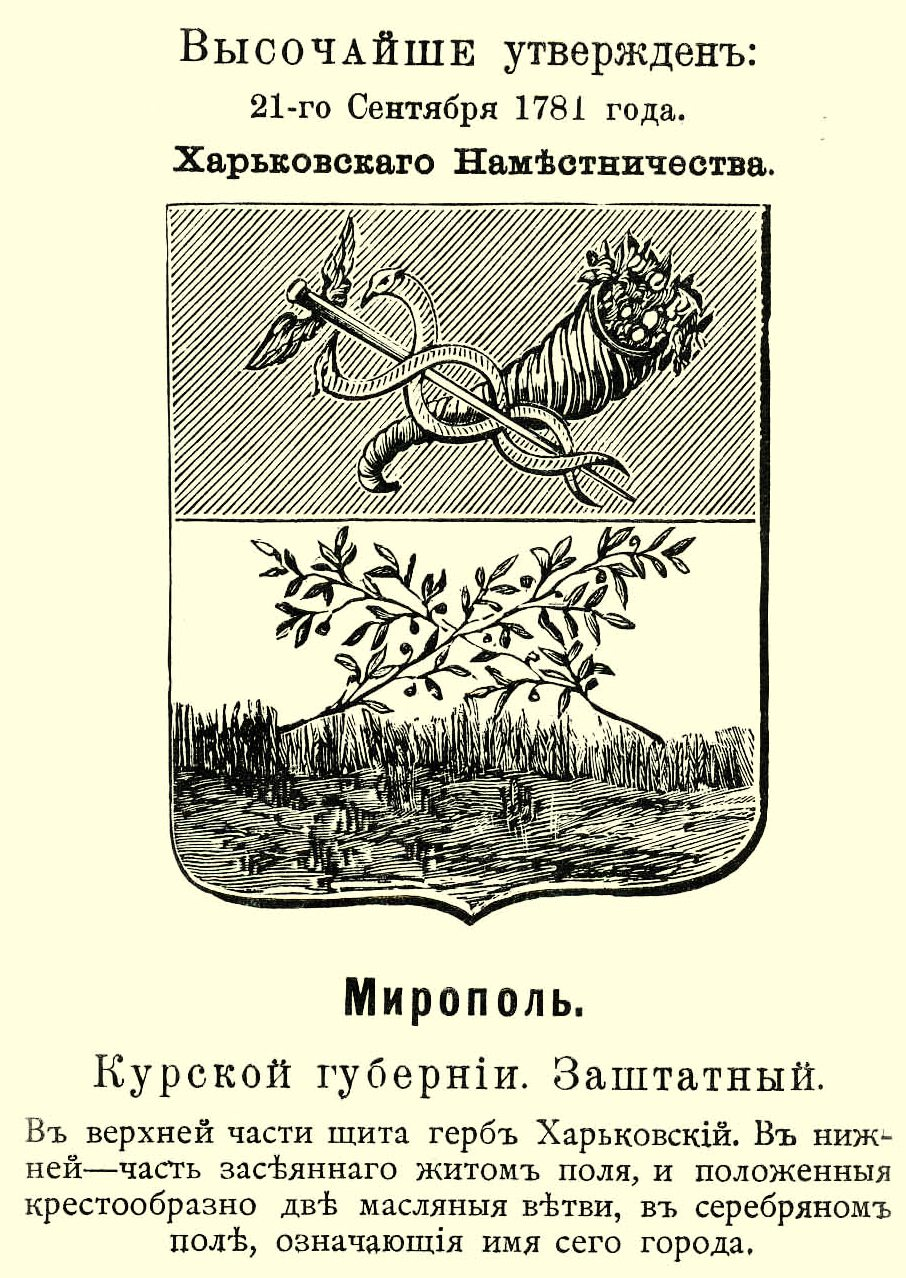